# Kertasura
Kertasura is een bestuurslaag in het regentschap Cirebon van de provincie West-Java, Indonesië. Kertasura telt 7282 inwoners (volkstelling 2010).